# Sacrificiu uman

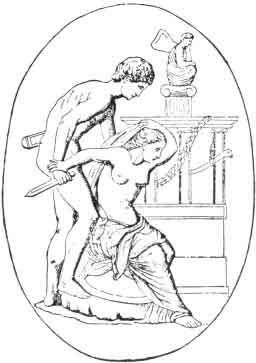
"Polyxena moare de mâna lui Neoptolemus, pe mormântul lui Achille" (desen din 1900 după o camee antică)

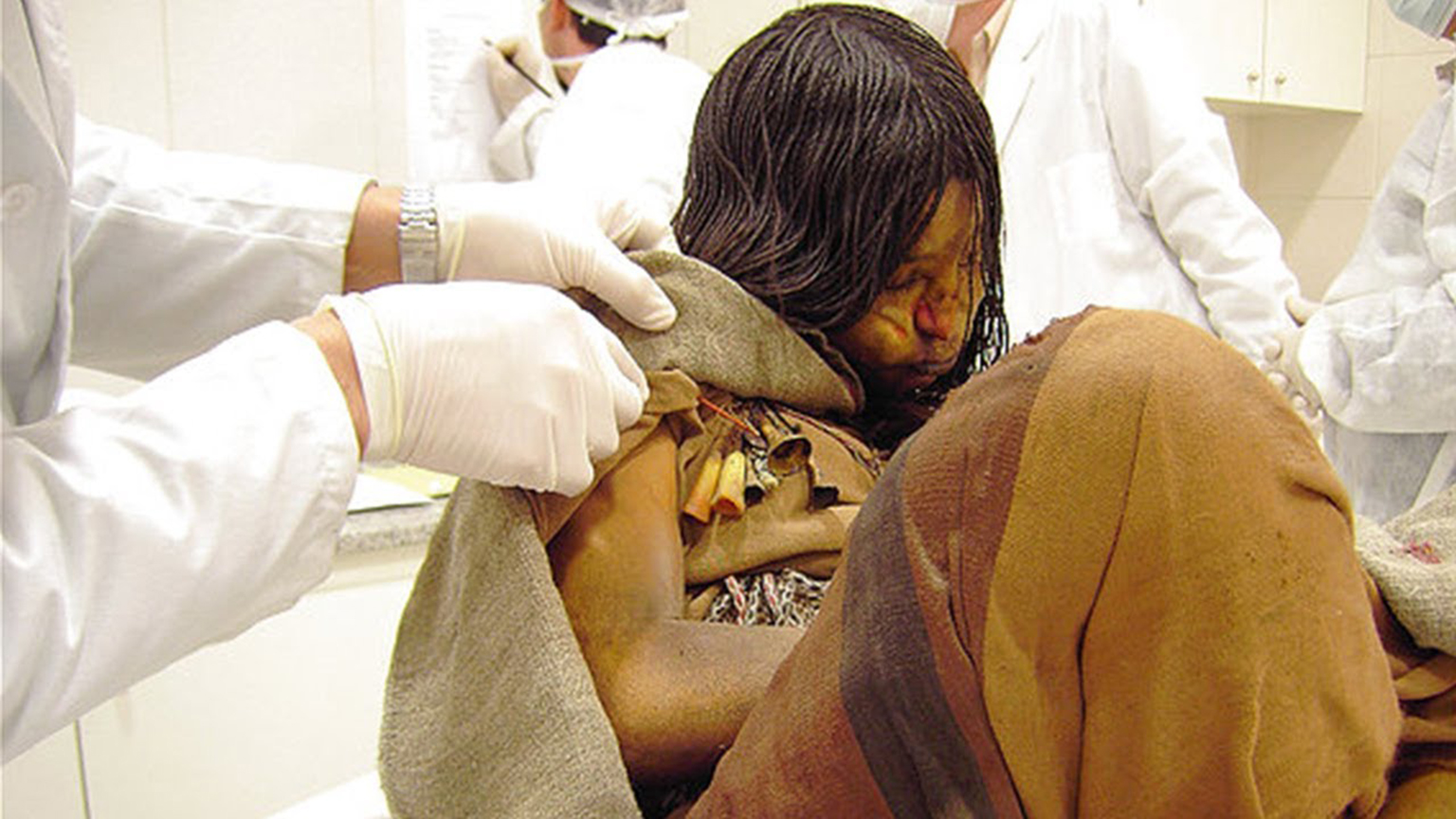
'La Doncella', mumia fetei în vârstă

Sacrificiul sau jertfa umană este fapta de a omorî unul sau mai mulți oameni, ca parte a unui ritual religios (omoruri rituale). 

## Tipologii și scopuri
Tipologia sacrificiului uman este o paralelă apropiată la variile practici ale sacrificiilor rituale ale animalelor (sacrificiul animal) și ale sacrificiilor în general. Sacrificiul uman a fost practicat în diferite culturi, de-a lungul istoriei. Victimele erau de regulă omorâte ritual, într-o manieră care era destinată să mulțumească sau să îmbuneze zeii, spiritele sau morții, de exemplu ca și ofrandă împăciuitoare, sau ca și sacrificiu în avans, când servitorii regelui sunt omorâți pentru a-și putea sluji stăpânul și în viața următoare. Practici similare se regăsesc în unele societăți tribale sub forma canibalismului sau vânătorii de capete. În Epoca fierului, odată cu evoluțiile religioase asociate (Epoca Axială), sacrificiul uman devenea mai puțin obișnuit în Lumea Veche, și începea să fie desconsiderat pe scară largă, ca și barbar, deja în vremurile pre-moderne (Antichitatea Clasică). Acuzațiile de sânge sunt acuzații false, ce țin de sacrificiile rituale.

## Origine și răspândire

### America precolumbiană

#### America centrală
Vezi Sacrificiile umane în cultura aztecă

## Iudaismul antic
Evreii practicau sacrificiul uman către Yahweh, acest ritual era numit Moloh (ritualul, nu zeul). Mark S. Smith argumentează că în perioada persană acest lucru a devenit desuet, fiind condamnat în Biblie.
În conformitate cu Tanach-ul, jertfele umane au fost interzise - în comparație cu religiile vechiorientale învecinate - timpuriu în religia mozaică. Jertfa fiicei lui Ieftae este relatată în Cartea Judecătorilor, cap. 11.  Jertfirea primului născut a fost înlocuită de jertfirea unui animal. Acest lucru se află în relatarea despre jertfirea lui Isaac din Cartea Genezei cap. 22. Din perspectiva istoriei religiilor iudaismul a desființat prin aceasta sacrificiul uuman și l-a înlocuit printr-o jertfă  pars-pro-toto, prin circumcizie. Acesta a fost rezultatul confruntării dintre religiile vechi canaaneene și cultele israeliene timpurii care cereau sacrificii umane.
Michael Coogan observă că în Vechiul Testament sacrificarea copiilor a fost interzisă, dar această interdicție nu era întotdeauna respectată de către evreii antici.

## Perioada modernă
Chiar dacă aparent nu este legată de religie, aplicarea pedepsei capitale este deseori ritualizată și deci este dificil de separat de sacrificiul uman. Istoric, moartea prin ardere  poartă aspecte legate atât de sacrificiul uman (Wicker Man, Tophet) cât și de pedeapsa capitală (Brazen bull, Tamar, tunica molesta). Oponenții pedepsei capitale pot considera toate formele de pedeapsă capitală ca fiind variante secularizate de sacrificiu uman. În mod similar, linșajul, pogromurile și genocidurile sunt uneori considerate ca sacrificii umane, conform lui Theodor W. Adorno.
În vremurile moderne, chiar și practica sacrificiului animal a dispărut din toate religiile majore, iar sacrificiul uman a devenit foarte rar. Majoritatea religiilor condamnă această practică, iar legile seculare contemporane o tratează drept crimă. În contextul unei societăți care condamnă sacrificiul uman, se folosește termenul de omor ritual.
În cadrul unor mici grupuri sectare extremiste sataniste sau de alt gen, întemeiate de persoane carismatice fanatice, cu caracter psihopat mai au loc ocazional omoruri similare, în așa zis scop ritual,, cupa cum se poate vedea din unele reportaje din anii 2000 în Africa Sub-Sahariană (omoruri multiple), dar și în alte locuri din lume. Și Sati este extrem de rar văzută în India.

## Literatură
- Hans Bonnet: Menschenopfer, in: Lexikon der ägyptischen Religionsgeschichte, Hamburg 2000 ISBN 3-937872-08-6 S. 452-455.
- Walter Burkert: Homo necans: Interpretationen altgriechischer Opferriten und Mythen, de Gruyter, 2. Aufl. 1997, ISBN 3-11-015098-0
- Nigel Davies: Opfertod und Menschenopfer. Ullstein TB, 1986, ISBN 3-548-32059-7
- Miranda Aldhouse Green: Menschenopfer. Ritualmord von der Eisenzeit bis zum Ende der Antike 2003. Magnus, Essen 2003, ISBN 3-88400-009-8
- Gunnar Heinsohn: Die Erschaffung der Götter - Das Opfer als Ursprung der Religion. Rowohlt 1997, ISBN 3-498-02937-1
- Wolfgang Helck/Eberhard Otto]]: Menschenopfer, in: Kleines Lexikon der Ägyptologie, Harrassowitz Verlag Wiesbaden, 1999 ISBN 3-447-04027-0 S. 186f.
- Garry Hogg: Cannibalism and Human Sacrifice. Robert Hale Ltd, 1990, ISBN 0-7090-4243-4 (englisch)
- Michael Ley: Holokaust als Menschenopfer. 2002, ISBN 3-8258-6408-1
- Hyam Maccoby: Der Heilige Henker. Die Menschenopfer als Vermächtnis der Schuld.Thorbeke 1999. ISBN 3-7995-0096-0
- Mark Pizzato: Theatres of Human Sacrifice. From Ancient Ritual to Screen Violence. State University of New York Press, 2004, ISBN 0-7914-6259-5 (englisch)
- Michael M. Rind: Menschenopfer. Vom Kult der Grausamkeit. Universitätsverlag Regensburg. 2. Auflage 1998. ISBN 3-930480-64-6 (kleine Übersicht)
- Dirk Steuernagel: Menschenopfer und Mord am Altar. Griechische Mythen in etruskischen Gräbern. Reichert, 1998, ISBN 3-89500-051-5
- Patrick Tierney: Zu Ehren der Götter. Menschenopfer in den Anden. Dromer Knaur, München 1989, ISBN 3-426-26440-4
- Katja Triplett: Menschenopfer und Selbstopfer in den japanischen Legenden. Das Frankfurter Manuskript der Matsura Sayohime-Legende. Lit, 2005, ISBN 3-8258-7990-9
- Paul Volz: Die biblischen Altertümer, Komet Verlag Köln 1914, ISBN 3-89836-316-3
- Jürgen Walkowitz: Das Megalithsyndrom. Europäische Kultplätze der Steinzeit. Beier&Beran 2003. ISBN 3-930036-70-3
- Franz Wegener: Kelten, Hexen, Holocaust. Menschenopfer in Deutschland. Kulturförderverlag Ruhrgebiet, 2004, ISBN 3-931300-14-5
- Peter Hassler: Menschenopfer bei den Azteken? Eine quellen- und ideologiekritische Studie. Bern: Lang, 1992, ISBN 3-261-04587-6

## Vezi și
- Moloh